# 鳥類用語
鳥類用語（ちょうるいようご）では、鳥類の身体の名称、および特徴や生態を示す用語について記す。

## 身体の構造

鳥類の典型的な外見的特徴。1:くちばし、2:頭頂、3:虹彩、4:瞳孔、5:上背 (Mantle)、6:小雨覆 (Lesser coverts)、7:肩羽 (Scapular)、8:雨覆 (Coverts)、9:三列風切 (Tertials)、10:尾、11:初列風切、12:下腹、13:腿、14:かかと、15:跗蹠 (Tarsus)、16:趾、17:脛、18:腹、19:脇、20:胸、21:喉、22:肉垂 (Wattle)、23:過眼線

### 頭部

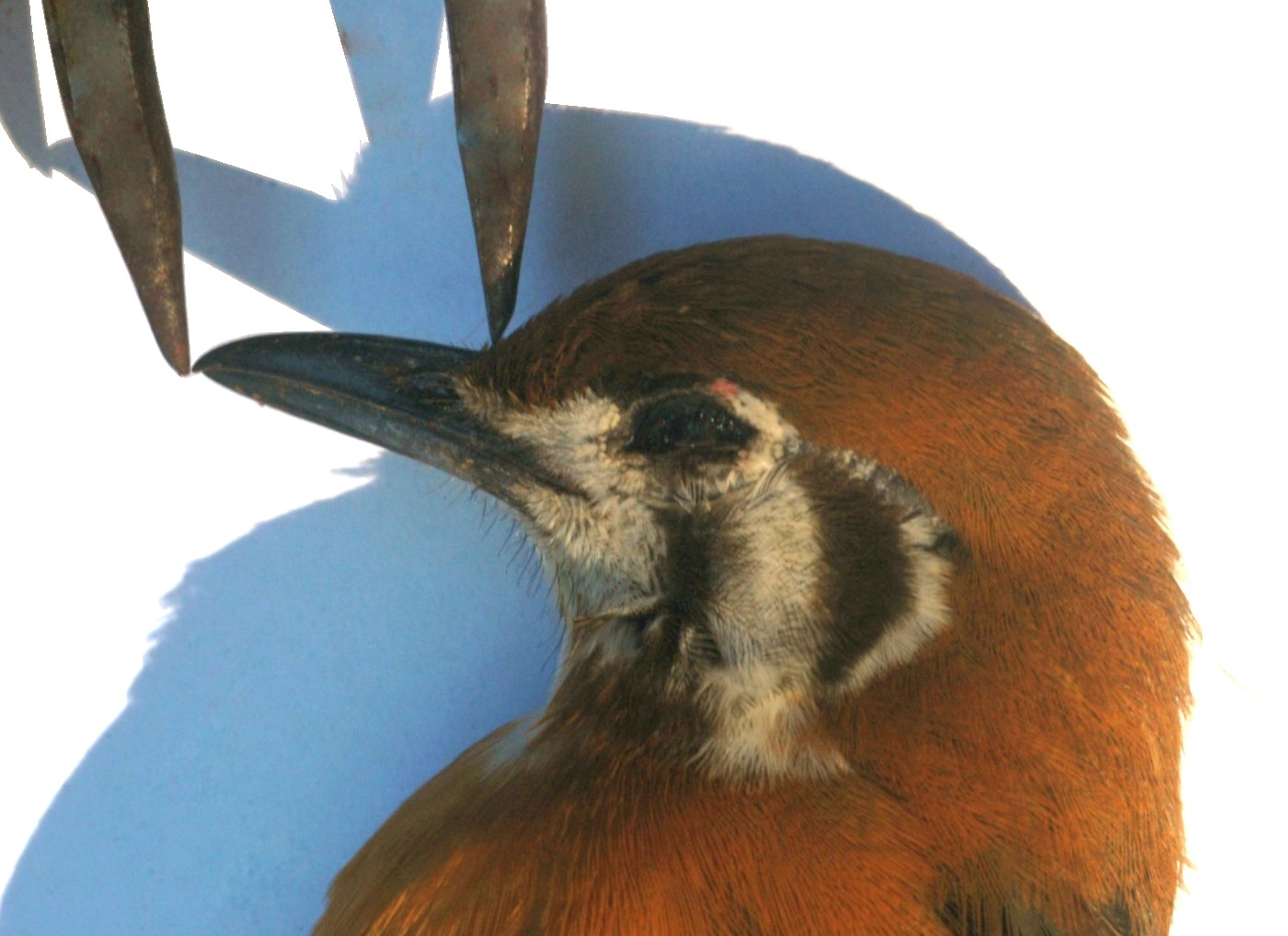
オレンジジツグミ（死亡鳥）の嘴峰長の測定。

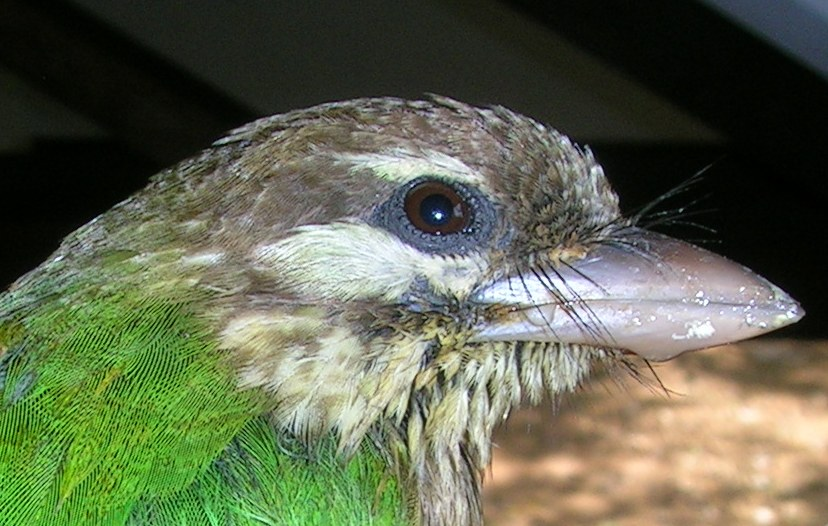
チャガシラゴシキドリの嘴毛。

頭上（とうじょう、ずじょう、英：crown）
頭頂 + 額。
頭央線（とうおうせん〈ずおうせん〉、英：crown stripe, median vertical line）
頭の中央に見られる線。
頭側線（とうそくせん〈ずそくせん〉、英：lateral crown-stripe）
側頭線（そくとうせん）。
頭頂（とうちょう、英：hood, pileum, top of head）
眼より上の部分。
額（ひたい、英：forehead）
前頭（ぜんとう）。
後頭（こうとう、英：hind head, occiput）
頭部のうち眼より後ろの部分。
冠羽（かんう〈かんむりばね〉、英：crest）
冠毛。頭頂部から生える長い羽毛。繁殖期（夏羽）の雄にのみ出現する場合もある。
主に繁殖期に現れる長い羽毛を飾り羽（かざりばね、英：plume, ornamental feather）と呼ぶ。
羽角（うかく、英：ear-tufts）
フクロウ類などの頭部に見られる耳状の羽毛。
嘴（くちばし、英：beak, bill）
上下の顎が変化したもので、採食方法にあわせて様々に進化している。
上側の嘴（上くちばし）を上嘴（じょうし、英：upper mandible）、下側の嘴（下くちばし）を下嘴（かし、英：lower mandible）と呼ぶ。嘴基部（英：base of bill）は、嘴の付け根の部分。
嘴峰（しほう、英：culmen）
上嘴の基部から先端（嘴端〈英：tip of bill〉）までの稜線。この長さを嘴峰長（しほうちょう、英：culmen length 〈嘴長、英：bill length〉）という。
嘴縁（しえん、英：cutting edge, tomia of cutting edge）
嘴の左右の縁。上嘴の縁を上嘴縁（じょうしえん）、下嘴の縁を下嘴縁（かしえん）といい、上嘴と下嘴の合わさる線を会合線（かいごうせん）と呼ぶ。
嘴縁突起（しえんとっき、英：tomial tooth）
ハヤブサ類やモズ類などの上嘴縁に見られる突起。この突起に対して下嘴縁に見られる凹みを嘴縁欠刻（しえんけっこく）と呼ぶ。
嘴爪（しづめ〈はしづめ〉、英：nail〈nail of bill〉）
カモ類の上嘴の先端に見られる爪状の突起。
板歯（ばんし、英：lamellae）
カモ類の嘴の側面に見られる櫛状の器官で、水から餌をこし取り採食（ろ過採食、英：filtration feeding）する。
下嘴角（かしかく、英：angle of gonys）
嘴底線（していせん、英：gonys）
下嘴の下嘴角から先端までの稜線。底線。嘴底（してい、英：gonys）。
舌（した、英：tongue）
種類により大きさ・形状、機能が異なり、多くは採餌習性に適応する。
口角（こうかく、英：gape〈angle of gape, angle of mouth〉）
上嘴と下嘴が結合する肉質部分。
嘴毛（しもう、英：nasal tuft〈nasal bristles, vibrissae〉）
鼻毛（はなげ、英：nasal feather〈nasal hair〉）。口髭（くちひげ、英：rictal bristle）。
鼻瘤（はなこぶ、英：knob）

額板（がくばん、英：frontal shield）
上嘴の基部が額を覆うように発達したもの。
蝋膜（ろうまく、英：cere）

鼻溝（びこう、英：nasal groove）

鼻孔（びこう、英：nostril, naris）
嘴にある鼻の穴。外鼻孔（がいびこう、英：external naris）。口内（口蓋）に内鼻孔（ないびこう、英：internal naris）がある。
管鼻（かんび、英：tubular nostril〈tube noze〉）
ミズナギドリ類に特有の管状の外鼻孔。
顔（かお、英：face）
眼先 + 囲眼部 + 頬。
眼先（めさき、英：lore）
目先。
眼（め、英：eye）
目。
虹彩（こうさい、英：iris）

瞳孔（どうこう、英：pupil）

眼瞼（がんけん、英：eyelid）

瞬膜（しゅんまく、英：nictitating membrane）
眼球の前面を覆い保護する薄い膜。第三の眼瞼（だいさんのがんけん、英：third eyelid）。
眼瞼輪（がんけんりん、英：eyelid circle）。
眼の周囲の輪状の皮膚。
囲眼輪（いがんりん、英：orbital ring）
アイリング（英：eyering）。囲眼羽（いがんう）。
囲眼部（いがんぶ、英：orbital area〈circumorbital area〉）
囲眼裸皮部（いがんらひぶ、英：bare orbital area）。
囲眼裸皮（いがんらひ、英：orbital skin〈periorbital akin〉）。
顔盤（がんばん、英：facial disk）
フクロウ類に見られる眼の周囲の平らで硬い羽毛部分。集音の役割を果たす。
耳羽（じう〈みみばね〉、英：ear coverts）
耳（外耳道、がいじどう、英：external auditory meatus）を覆っている羽毛。
眉斑（びはん、英：supercilium, eyebrow）
眉線（びせん、英：Supercilium line）。
過眼線（かがんせん、英：eye-stripe, eye line, transocular line）
眼を中心に、前後方向に入る線状（帯状）の模様。カルガモやハクセキレイなどで見られる。
頬（ほお、英：cheek）
眼の下の部分。スズメとニュウナイスズメのように、この部分に入る斑点などで種を見分ける場合がある。
頬線（きょうせん〈ほおせん〉、英：moustachial stripe〈moustache, whisker〉）
嘴基部から頬にかけて見られる線。
下頬線（かきょうせん、英：submoustachial stripe）
亜頬線、外頬線（そとほおせん）。
顎線（がくせん、英：malar stripe〈malar line, maxillary line〉）
顎（あご、英：jaw）の左右にある線。
肉垂（にくすい、英：wattle）

腮（さい〈し〉、英：chin）
顎（下顎）。
腮線（さいせん〈しせん〉、英：mesial line）
下顎線。
喉（のど、英：throat）

### 頸部
前頸（ぜんけい、英：fore neck〈jugulum〉）

後頸（こうけい、英：hind neck）
襟首（えりくび）。上頸（じょうけい、英：nape〈upper hindneck〉）と下頸（かけい、英：lower hindneck〈lower neck〉）に分けられる。
頸側（けいそく、英：lateral neck）
側頸（そくけい）。

### 体部
体（からだ、英：body）
胴体。
体側（たいそく、英：side of body）

胸（むね、英：breast）
上胸（じょうきょう、英：upper breast〈chest〉）と下胸（かきょう、英：lower breast）に分けられる。
胸側（きょうそく、英：side of breast）
側胸（そくきょう）。
腹（はら、英：belly）
胸に近い方を上腹（じょうふく）、脚に近い肛門周囲部（総排出腔付近）を下腹（かふく、したはら、英：vent）と呼ぶ。
尻（しり、英：crissum）
下腹 + 下尾筒。
脇（わき、英：flank）
腋。
肩（かた、英：shoulder）
小雨覆 + 中雨覆。
背（せ、英：back）

上背（じょうはい〈じょうせ、うわぜ〉、英：upper back）
翕（きゅう、英：mantle〈pallium〉）。
下背（かはい、英：lower back）

腰（こし、英：rump）
背より下、尾羽の付け根より上の部分。

### 尾部
尾（お、英：tail）
上下の尾筒 + 尾羽。
尾筒（びとう、英：tail coverts）
尾羽の付け根部分。上面を上尾筒（じょうびとう、英：upper tail-coverts）、下面を下尾筒（かびとう、英：under tail-coverts, crissum）と呼ぶ。
尾羽（びう〈おばね〉、英：tail feathers）
尾羽の形により、 角尾（かくび、英：square tail）、円尾（丸尾、まるび、英：rounded tail）、凹尾（おうび、英：emarginated tail）、燕尾（えんび、英：forked tail）、凸尾（とつび、英：graduated tail）および楔尾（くさびお〈せつび〉、英：wedge-shaped tail）のほか、尖尾（せんび、英：pointed tail）、鋏尾（きょうび、英：forficated tail）、吹流し（ふきながし、英：train）などに分けられる。
中央尾羽（ちゅうおうびう〈ちゅうおうおばね〉、英：central tail-feathers, central rectrices）
中央2枚の尾羽。
外側尾羽（がいそくびう〈がいそくおばね、そとがわおばね〉、英：outer tail-feathers, lateral rectrices）
両側の尾羽。

### 足部

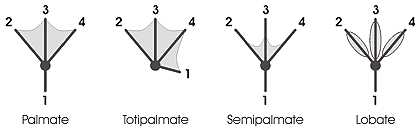
蹼（みずかき）の形状（右足）
蹼足 (palmate)、全蹼足 (totipalmate)、半蹼足 (semipalmate)、弁足 (lobate)

肢（あし〈し〉、英：limb）
後肢（こうし、英：hindlimb）全体を指す。
ただし、一般には「足」もしくは「脚」が用いられる。
脚（あし、英：leg）
趾（あしゆび）の付け根から上の、地につかない部分。
腿（もも、英：thigh）
大腿骨の部分。
脛（すね、英：tibia）
脛骨（脛足根骨〈脛跗骨〉英：tibiotarsus）の部分。
踵（かかと、英：tibio-tarsal articulation, ancle）

跗蹠（ふしょ〈ふせき〉、英：tarsus）
踵から趾の付け根までの部分。
足（あし、英：foot）
趾の付け根から先端までの、地につく部分。
趾（あしゆび、英：toe）
足指。
後趾（こうし〈うしろあしゆび〉、英：hind toe）
第1趾（英：first toe）。
内趾（ないし〈うちあしゆび〉、英：inner toe）
第2趾（英：second toe）。
中趾（ちゅうし〈なかあしゆび〉、英：middle toe）
第3趾（英：third toe）。
外趾（がいし〈そとあしゆび〉、英：outer toe）
第4趾（英：fourth toe）。
蹴爪（けづめ、英：tarsal spur〈spur〉）
足距。
蹼（みずかき、英：web）
水掻き。足ひれ。
蹼足（ぼくそく、英：palmate foot〈webbed foot〉）
足指が薄い蹼膜（ぼくまく）でつながったひれ状の水掻き足。また、全蹼足（ぜんぼくそく、英：totipalmate foot）や半蹼足（はんぼくそく、英：semipalmate foot）がある。
弁足（べんそく、英：lobate foot）
足指がつながらず独立した葉状の弁膜（べんまく、英：lobe）を持つ水掻き足。
爪（つめ、英：claw）
趾の先端にある鉤爪（かぎづめ）。

### 翼羽部

翼上面の部位の名称。
1. 初列風切 (primaries)
2. 初列雨覆 (primary coverts)
3. 小翼羽 (alula)
4. 次列風切 (secondaries)
5. （次列）大雨覆 (greater 〈secondary〉 coverts)
6. （次列）中雨覆 (median 〈secondary〉 coverts)
7. （次列）小雨覆 (lesser 〈secondary〉 coverts)
8. 三列風切 (tertials)
9. 肩羽 (scapulars)

翼下面の部位の名称。
1. 腋羽 (axillaries)
2. 下前縁雨覆 (marginal underwing-coverts)
3. 下小雨覆 (lesser underwing-coverts)
4. 下中雨覆 (median underwing-coverts)
5. 下大雨覆 (greater underwing-coverts)
6. 翼角関節 (carpal joint)
7. 下初列小雨覆 (lesser under primary coverts)
8. 下初列大雨覆 (greater under primary coverts)
9. 次列風切 (secondaries)
10. 初列風切 (primaries)

翼上面（よくじょうめん、英：upper wing）
翼の上側。上面（じょうめん、英：upper surface）。
翼下面（よくかめん、英：under wing）
翼の下側。下面（かめん、英：under surface）。
前縁（ぜんえん、英：leading edge）
翼前縁（よくぜんえん）。
翼角（よくかく、英：wing bend）
手首にあたる。翼角関節（よくかくかんせつ、英：carpal joint）
後縁（こうえん、英：trailing edge）
翼後縁（よくこうえん）。
小翼羽（しょうよくう、英：alula〈alula quill, bastard wing〉）
親指にあたる第1指（英：pollex〈alula digit〉）にある羽毛。飛行機のスラットに似るといわれる。
風切羽 （かざきりばね、英：flight feathers）
翼の後縁を形成する。
初列風切（しょれつかざきり、英：primaries）
前方への推力を生み出す羽毛。
手根風切（しゅこんかざきり、英：carpal remex）
種類により初列風切と次列風切の間にある1枚の短い風切羽。
次列風切（じれつかざきり、英：secondaries）
揚力を生み出す。飛行機のフラップのような役割を果たすともいわれる。
三列風切（さんれつかざきり、英：tertials）
翼と体の隙間をなくして空気の乱流を防ぐ。
上膊風切（じょうはくかざきり、英：humerals）
一部の非スズメ目の上膊骨にある風切のような羽毛。
雨覆（あまおおい、英：wing coverts）
翼の風切羽を覆う羽毛。
小翼雨覆（しょうよくあまおおい、英：alula coverts）
小翼羽の基部にある雨覆。
上雨覆（うえあまおおい、英：upper wing-coverts）
風切を覆う翼上面の雨覆の総称。
初列雨覆（しょれつあまおおい、英：primary coverts）
初列大雨覆（しょれつおおあまおおい、英：greater primary coverts）
初列中雨覆（しょれつちゅうあまおおい、英：median primary coverts）
初列小雨覆（しょれつしょうあまおおい、英：lesser primary coverts）
手根雨覆（しゅこんあまおおい、英：carpal covert）
手根（骨）は手の基部にあたる。種類により手根風切とともにある1枚の雨覆。スズメ目の一部には手根雨覆だけがある。
大雨覆（おおあまおおい、英：greater coverts, greater wing coverts）
次列大雨覆（じれつおおあまおおい、英：greater secondary coverts）
中雨覆（ちゅうあまおおい、英：median coverts, median wing coverts）
次列中雨覆（じれつちゅうあまおおい、英：median secondary coverts）。
小雨覆（しょうあまおおい、英：lesser coverts, lesser wing coverts）
次列小雨覆（じれつしょうあまおおい、英：lesser secondary coverts）。
前縁雨覆（ぜんえんあまおおい、英：marginal coverts）
小雨覆の翼前縁部。
上膊雨覆（じょうはくあまおおい、英：humeral coverts）
上膊風切の基部にある雨覆。上膊は肩から肘までに相当する。
肩羽（かたばね、英：scapulars〈scapular feather〉）
翼と体の隙間を覆う羽毛。肩部（かたぶ、英：scapulars area）。
下雨覆（したあまおおい、英：under wing-coverts）
翼下面にある雨覆の総称。
初列下雨覆（しょれつしたあまおおい、英：under primary coverts）
下初列大雨覆（したしょれつおおあまおおい、英：greater under primary coverts）
下初列中雨覆（したしょれつちゅうあまおおい、英：median under primary coverts）
下初列小雨覆（したしょれつしょうあまおおい、英：lesser under primary coverts）
下大雨覆（したおおあまおおい、英：greater underwing-coverts）
下部大雨覆。
下中雨覆（したちゅうあまおおい、英：median underwing-coverts）
下部中雨覆。
下小雨覆（したしょうあまおおい、英：lesser underwing-coverts）
下部小雨覆。
下前縁雨覆（したぜんえんあまおおい、英：marginal underwing-coverts）
腋羽（えきう、英：axillars）
脇羽（わきばね）。
翼鏡（よくきょう、英：speculum）
主にカモ類に見られる、次列風切付近の金属光沢のある部分。
翼帯（よくたい、英：wing bar）
翼に見られる線。

### 骨格
竜骨突起（りゅうこつとっき、英：keel）
胸骨の突起。

## 生態

### 行動
混群（こんぐん、英：mixed-species flock）
異なる種類がひとつの群れを形成すること。
ディスプレイ（英：display）
誇示。求愛や威嚇などの際、音や動作・姿勢などで誇示する行為。
ディスプレイ・フライト（英：display flight）
繁殖期に見られる誇示飛翔。同じく飛翔しながらさえずることをさえずり飛翔（英：song flight）という。
ドラミング（英：drumming）
打撃音。翼や尾羽などを用いた母衣打ち（ほろうち）、または、キツツキ類が嘴で木の幹を繰り返し叩くことで連続音を出す行動。ディスプレイや仲間（繁殖相手や子供など）との合図に使われる。
クラッタリング（英：clattering）
嘴を叩き合わせるように激しく開閉して音を出す行動で、ディスプレイや仲間との合図に用いられる。コウノトリなど鳴管が未発達の種で見られる。クラッターリングとも呼ぶ。
擬傷（ぎしょう、英：injury feiging）
親鳥が傷ついたようなディスプレイで侵入者を引きつけ、守るべき卵や雛から引き離そうとする行動。擬傷行動（英：injury feiging behavior）。
モビング（英：mobbing）
擬攻撃（ぎこうげき）。大型の天敵などに対し、同種の仲間が集団になって攻撃を仕掛けるかのように騒いで逃れる行動。
羽づくろい（はづくろい、英：preening）
嘴で羽毛を整え（整羽、英：feather maintenance）、清潔に保ち、尾脂腺（びしせん、英：uropygial gland）からの脂を擦り付ける行動。
ペレット（英：pellet）
未消化のものを吐き出した残骸。ペリット。

### 繁殖

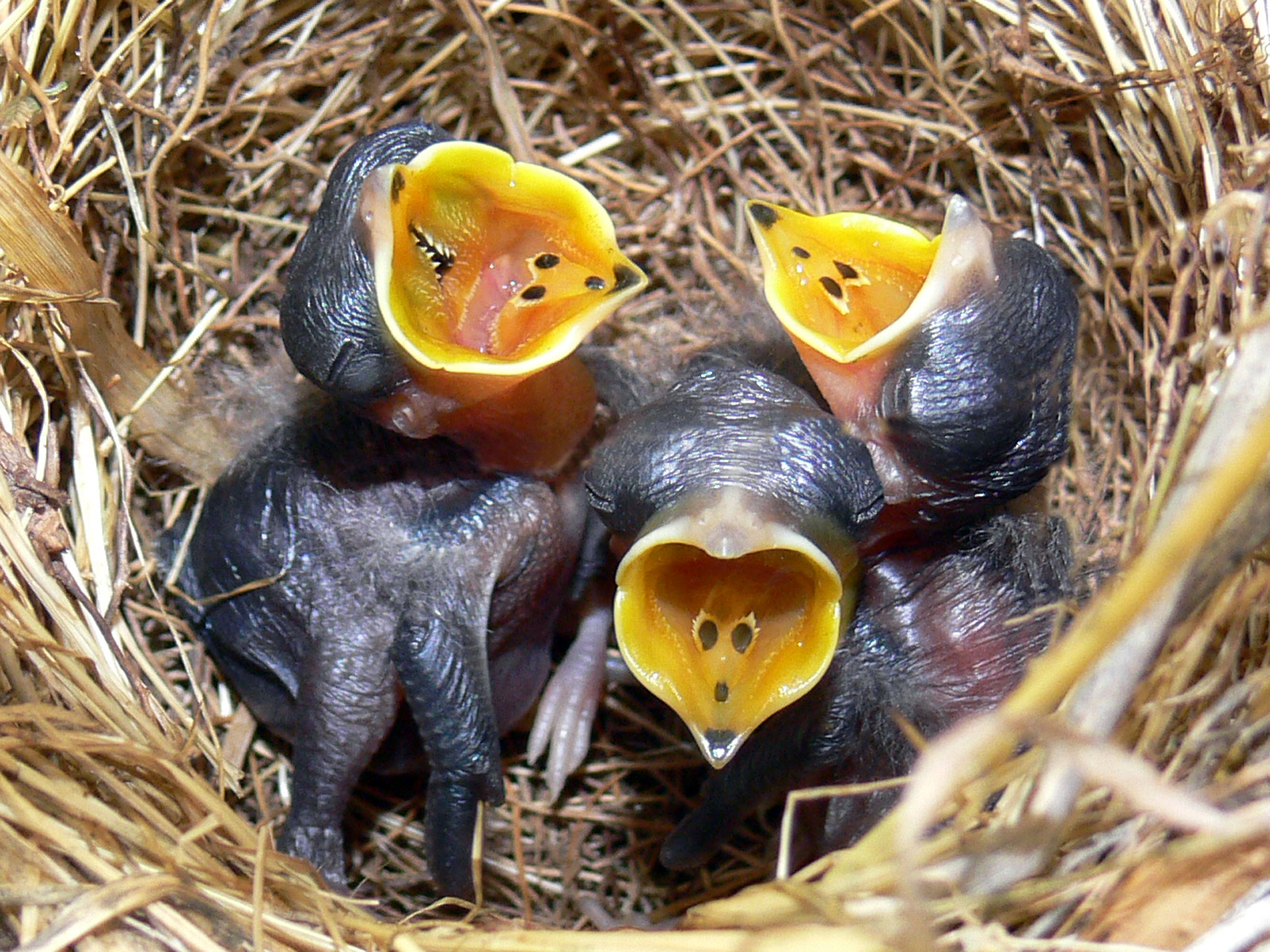
マミジロタヒバリの孵ったばかりの雛。羽毛がなく、眼も開いていない。

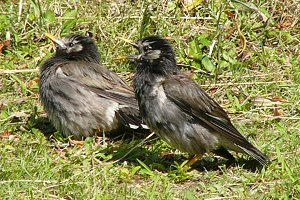
ムクドリの若鳥。巣立ち後は自力で飛ぶことができる。

親鳥（おやどり、英：parent）
繁殖中、育雛中の成鳥のこと。
雛（ひな、英：chick）
孵化（ふか、英：hatching）して間もない、幼羽に覆われるまでの成長段階にある鳥。または、未成熟な鳥全般を指す場合もある。雛鳥（ひなどり）。※異なる用法も多いので、「幼鳥」も参照のこと。
晩成性（ばんせいせい、英：altricity）
孵化した時、羽毛がない状態で生まれる鳥。
晩成性の雛、晩成雛（ばんせいびな、英：altricial chick）。
早成性（そうせいせい、英：precocity）
孵化した時、すでに羽毛がある状態で生まれる鳥。
早成性の雛、早生雛（そうせいびな、英：precocial chick）。
幼鳥（ようちょう、英：juvenile）
孵化後、主に幼羽が生え揃った後、第1回換羽までの成長段階にある鳥。または、未成熟な鳥全般を指す。※一般的用法、他の学術的用法、家禽での用法などを含め、詳しくは「幼鳥」を参照のこと。
若鳥（わかどり、英：immature）
未成鳥（みせいちょう）。第1回換羽から、成鳥までの成長段階にある鳥。一般に、この時期になると自力で飛ぶことができる。※異なる用法も多いので、「幼鳥」も参照のこと。
亜成鳥（あせいちょう、英：subadult）
幼鳥から成鳥になるまでの若い鳥。
成鳥（せいちょう、英：adult）
成熟した鳥のこと。
老鳥（ろうちょう）
老いた成鳥。加齢などによって体力や商品価値が大いに低下した鳥。学術的に用いられることはほとんどないが、一般に、家禽・ペットおよび食肉流通の分野で用いられる。※「幼鳥#家禽の幼鳥」も参照のこと。
羽衣（うい、英：plumage）
鳥類の体全体を覆う羽毛の総称。羽装（うそう）。
幼綿羽（ようめんう、英：natal down）
雛の羽衣。綿羽のような初毛羽（しょもうう、英：natal plumage）。
幼羽（ようう、英：juvenile plumage）
幼鳥の羽衣。
成鳥羽（せいちょうう、英：adult plumage）
成鳥の羽衣。成羽。
換羽（かんう、英：moult）
羽毛が生え変わることをいう。成長に伴う換羽については、成長順に第○回換羽と呼ぶ。
成鳥については年2回（主に繁殖期〈英：breeding season〉と非繁殖期〈英：non-breeding season〉）生え変わるものが多い。この時、体色や模様が大きく変わるものについては、各々の外形上の特徴を夏羽（なつばね、英：summer plumage、生殖羽、繁殖羽〈繁殖期の羽色〉）、冬羽（ふゆばね、英：winter plumage、非生殖羽、非繁殖羽〈非繁殖期の羽色〉）と呼び区別する。#冠羽も参照のこと。
第1回冬羽（だいいっかいふゆばね、英：first winter plumage）
第1回非生殖羽（英：first non-nuptial plumage〈first basic plumage〉）。一般に、幼羽から最初の換羽による羽衣。
第1回夏羽（だいいっかいなつばね、英：first summer plumage）
第1回生殖羽（英：first nuptial plumage〈first alternate plumage〉）。一般に、生まれた翌年の春の換羽による羽衣。

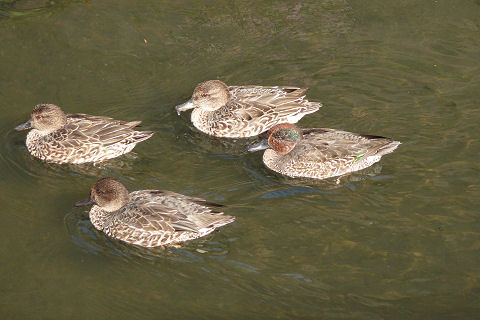
コガモの雌とエクリプス

エクリプス（英：eclipse）
カモ類の雄は派手な体色をするものが多いが、繁殖期を過ぎた後、非繁殖期に雌のような地味な羽色になるものがおり、その状態を指す。エクリプス羽（英：eclipse plumage）。もともとは日食や月食などの食を意味する。
婚姻色（こんいんしょく、英：nuptial coloration）
繁殖の一時期に、嘴や眼先、足などの裸出部が鮮やかな色に変化した一時的な色彩。
巣（す、英：nest）
鳥類は卵を産んで温めて孵し、孵ったばかりの雛は飛べないため、ある程度に成長するまで育雛（いくすう、英：parental care）をする。そのため多くの種類の親鳥は予め卵や雛を気温変動や外敵から護るための場所を確保するが、その場所を巣と呼ぶ。鳥類の巣は繁殖期にのみ用いられる。※鳥類の巣の主な形態については「巣#鳥類」を参照のこと。
なお、一部には自ら育雛せず他種の親鳥（仮親、かりおや）に育てさせるもの（托卵性）や、卵を地熱などで温めて孵す種類も存在する。
営巣（えいそう、英：nesting）
巣造り（造巣、ぞうそう、英：nest building）。
集団営巣（しゅうだんえいそう、英：colonical nesting）
コロニーにおいて巣を造ることを指す。
コロニー（英：bird colony）
（鳥の）集団繁殖地。英語の場合、"colony" だけで鳥類に限ることはできない。
塒（ねぐら、英：roost）
非繁殖期の成鳥や巣立ち後の若鳥が夜間（夜行性の種では日中）休息を取る場所は、巣と区別される。塒に就くことを就塒（しゅうじ、英：roosting）といい、集団で塒に就くことを集団就塒（しゅうだんしゅうじ、英：communal roosting）、その塒に就く時の行動は就塒行動（しゅうじこうどう、英：roosting behavior）と称される。

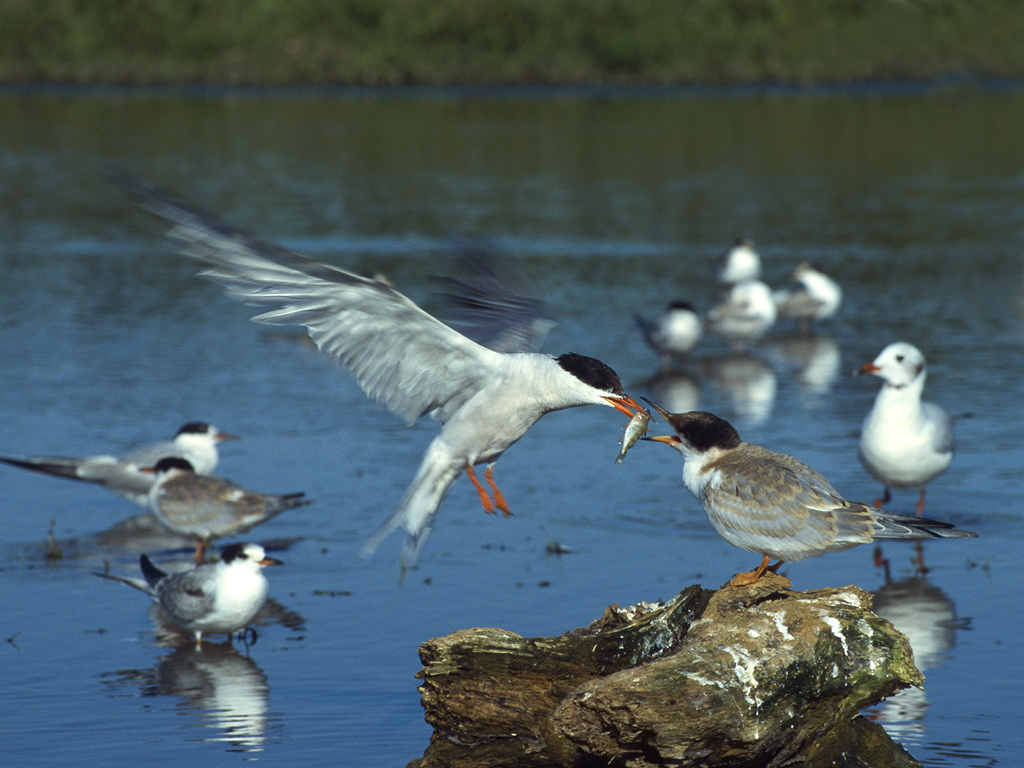
アジサシの求愛給餌

求愛給餌（きゅうあいきゅうじ、英：courtship feeding）
繁殖相手としたい異性に自らの獲物を差し出そうとすることで成立する、一種の求愛行動。一般に、雄が雌に対して行うもので、雌はこれを受け取るか拒むかで求愛の受け入れの是非を体現する。
抱卵（ほうらん、英：incubation）
産卵（英：laying〈egg laying, oviposition〉）した卵を親鳥が抱いて温めること。
托卵（たくらん、英：brood parasitism〈nest parasitism〉）
多くの種は親鳥が卵を孵し巣立ちまで育てるが、一部種類は、他種の巣に卵を産み他種の親鳥（仮親）に子育てをさせるものがあり、その行為を指す。カッコウやホトトギスなどで見られる。
巣立ち（すだち、英：fledging）
狭義には、巣で育雛する種類の雛（幼鳥・若鳥）が巣から出ることを指す。または、雛が親鳥から独立することを指す場合もある。
雛が飛べる段階になるまで巣で育てる種類が多いが、卵が孵るとすぐに巣を出て育雛する種類（カモ類など）もある。

### 鳴き声（呼吸器）
鳴き声（なきごえ、英：call〈bird call〉）

さえずり（英：song〈bird song〉）
主に縄張り宣言や雌を呼ぶために、繁殖期の雄が発する鳴き声。中でも鳴禽類は鳴管の筋肉がよく発達しており、高度なさえずりをする種がある。
ぐぜり（ぐぜり鳴き、英：subsong）
完全なさえずりでなく、不完全でつぶやくような鳴き方。
地鳴き（じなき、英：call note）
さえずり以外の鳴き声。主に繁殖期以外での鳴き声をいう。一例として、ウグイスのさえずりが「ホーホケキョ」、地鳴きが「チャッチャ、チャッチャ」。ほかには警戒や威嚇の際の鳴き声、雛を呼ぶ時などの鳴き声をいう。状況に応じ使い分ける。
聞きなし
鳴き声を言葉になぞらえたもの。ホトトギスの「特許許可局（とっきょきょかきょく）」、サンコウチョウの「月日星ホイホイホイ（つきひほしほいほいほい）」（三光鳥の語源）、センダイムシクイの「焼酎一杯ぐいーっ（しょうちゅういっぱいぐいーっ）」、ホオジロでは「一筆啓上仕り候（いっぴつけいじょうつかまつりそうろう）」、「源平つつじ白つつじ（げんぺいつつじしろつつじ）」、「もちろん弁慶皿持ってこい（もちろんべんけいさらもってこい）」など地方によってさまざまなものがある。
鳴管（めいかん、英：syrinx）
鳥の発声器官。気管の下部が気管支に分岐する部分にある。
気嚢（きのう、英：air sac）
肺の一部にあたる呼吸器。鳥類は効率的に酸素を得ることができる呼吸器を持つことにより、酸素濃度の薄い上空を飛ぶことも可能となった。詳しくは気嚢および肺#鳥類の肺を参照。

### 飛翔

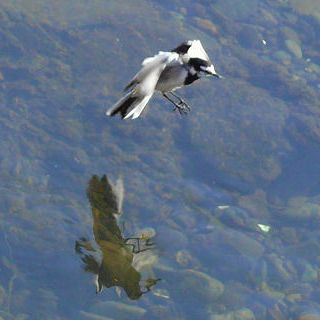
ハクセキレイのフライングキャッチ

羽ばたき飛翔（はばたきひしょう、英：flapping flight）
搏翔（はくしょう）。
停空飛翔（ていくうひしょう、ホバリング、英：hovering〈hovering flight〉）
停滞飛翔（ていたいひしょう）。空中に停止するように飛ぶこと。獲物を狙うコアジサシ、カワセミ、チョウゲンボウなどでよく見られる。
帆翔（はんしょう、ソアリング、英：soaring〈soaring flight〉）
翼を広げて気流などに乗ることにより、羽ばたかずに飛ぶこと。鷲鷹や海鳥などで見られる。
滑翔（かっしょう、グライディング、英：gliding〈gliding flight〉）
滑空。翼を広げて滑るように飛ぶこと。
フライングキャッチ（英：flying catch）
飛翔捕食。飛びながら獲物の虫などを捕らえる様子。

### 歩き方
ホッピング（英：hopping）
跳行（ちょうこう）。二足跳び。両脚をそろえてはね歩くこと。主に樹上性の鳥に見られる（例としてスズメ）。
ウォーキング（英：walking）
歩行（ほこう）。二足歩行。脚を片方ずつ前に出して歩くこと。主に地上性の鳥に見られる（例としてハト）。

### 渡り
渡り（わたり、英：migration）
一年に繁殖地（英：breeding ground、繁殖地域、英：breeding area）と非繁殖地（越冬地、英：wintering area〈wintering ground〉）との間を往復する季節的移動。
渡り鳥（わたりどり、英：migrant bird）
季節により住む地域を変える鳥。この場合、ある地域で見られる季節を基準とし、夏鳥（なつどり、英：summer migrant, Summer Visitor）、冬鳥（ふゆどり、英：winter migrant,  Winter Visitor）、旅鳥（たびどり、英：passage migrant 、渡りをする途中でのみ見られる種類）、迷鳥 （めいちょう、英：vagrant bird 、通常は渡ってこないが稀に渡ってくることがある種類）と呼び区別することがある。留鳥・冬鳥の分け方は地域によって異なる。例えば、北日本のみで繁殖し、西日本では繁殖せず冬にのみ見られるルリビタキやベニマシコなどは、北日本では留鳥であり、西日本では冬鳥となる。
留鳥（りゅうちょう、英：resident bird）
一年を通して見られる鳥。ただし、同じ個体が一年中同じ場所にいるわけではなく、スズメなど一年中見られるものでも短距離の移動を行なっている。
漂鳥（ひょうちょう、英：wandering bird）
日本国内で一年中見られるが、季節的に北部から南部に、高地から低地に移動するもの。

### 他の鳥類関連項目
- シブリー・アールキスト鳥類分類
- Clements鳥類分類
- 環境省の鳥類レッドリスト
- 鳥類用語
- 鳥類の雑種（英語版） ‐　野生での例も多く報告されているが、飼育鳥類の雑種（英語版）（マガモとアヒルの合鴨など）も存在。
- 鳥類の体の構造
- 鶏肉
- 潜水性鳥類（英語版）、樹洞営巣性鳥類
- 鳥類の一覧（英語版）（カテゴリ:鳥類古典分類）
- 鳥類の一覧の一覧 (地域別)（英語版）（カテゴリ:地域別野鳥一覧）
- 鳥類学者の一覧（英語版）（カテゴリ:鳥類学者）
- Bird Names for Birds（英語版） - 人の名前にちなんだ名前の鳥を別の名前に変えようという2020年に始まったムーブメント。
- 日本野鳥の会（公式ページ）
- 日本鳥類保護連盟（公式ページ）
- 山階鳥類研究所（公式ページ）
- 日本鳥学会（公式ページ）